# Эффект наблюдателя

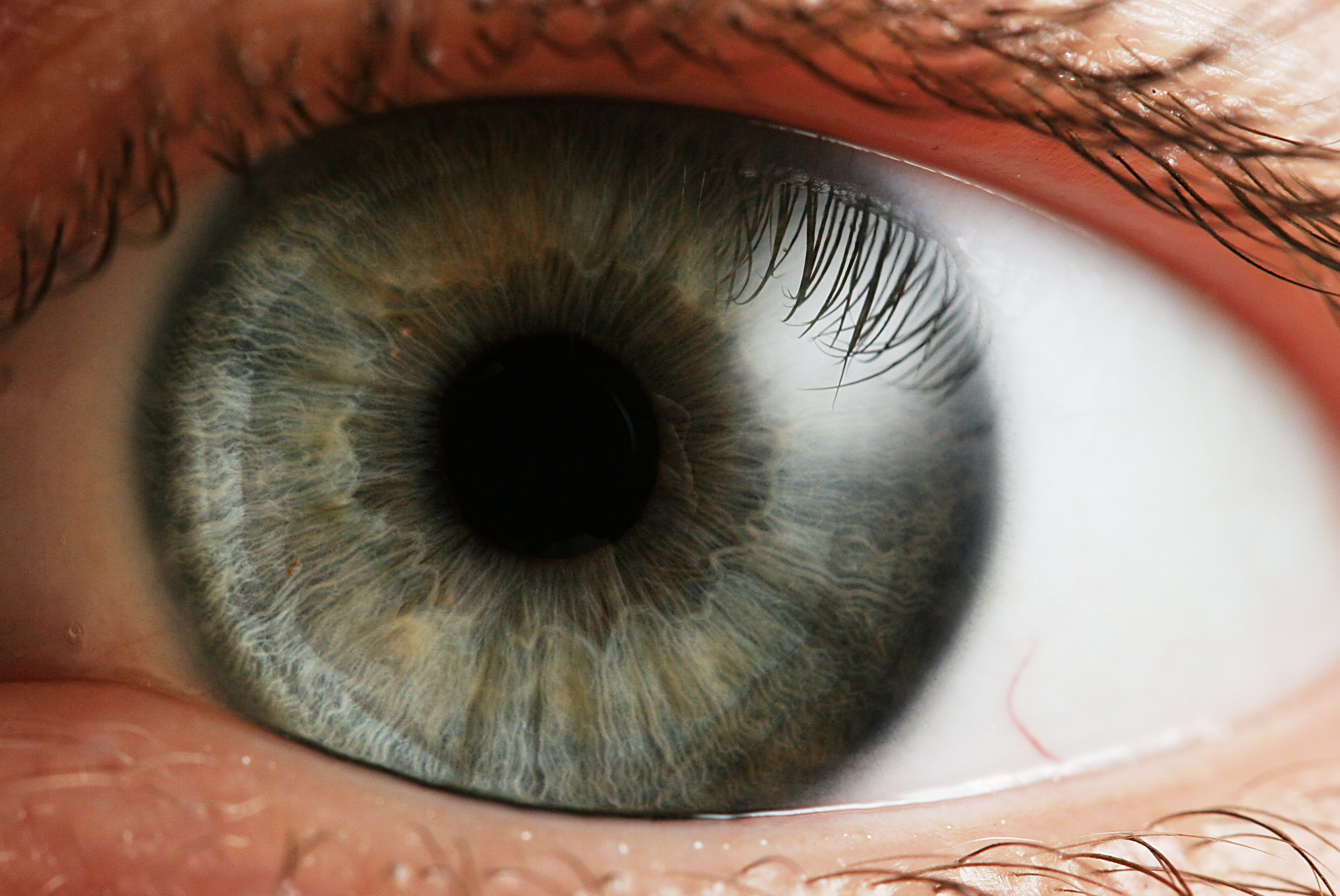
Наблюдение света требует поглощения квантов (поэтому зрачок — чёрный)

В физике эффектом наблюдателя называют теорию, которая гласит, что простое наблюдение за явлением неизбежно изменяет его. Часто это следствие несовершенства применяемых инструментов, которые по своему принципу работы изменяют состояние измеряемой величины. Примером служит проверка давления в автомобильных шинах: это трудно сделать, не выпуская немного воздуха при соединении с манометром, кроме того, прибор сам имеет какой-то объём. Невозможно увидеть какой-то объект без облучения его светом или другими частицами (электронами в электронном микроскопе), которые влияют на состояние объекта, а поглощение квантов для измерения освещённости уменьшает её. Даже если эффект наблюдателя невелик, объект всё равно изменяет состояние. Этот эффект наблюдается во многих областях физики, но обычно может быть уменьшен подбором эффективных инструментов и/или использованием лучших методов наблюдения.
Наиболее необычным для нас является проявление эффекта наблюдателя в квантовой механике, что наблюдается, например, в эксперименте с двумя щелями. Даже пассивное наблюдение за квантовыми эффектами (с целью как будто «исключения» всех возможностей, кроме одной) может фактически изменить результат измерения. Причина кроется в дуальной природе элементарных частиц: вероятность обнаружения частицы в какой-то точке подчиняется квантовой волновой функции ψ, которая испытывает интерференцию при открытии второй щели для электронов.
Карл Саган назвал «эффектом наблюдателя» значительное сокращение или полное исчезновение парапсихологических эффектов и способностей экстрасенсов в присутствии скептически настроенного наблюдателя.

## Понятие наблюдателя
Термин наблюдатель имеет в физике значение «измерительный прибор» (линейка, термометр, фотоприёмник и пр.). И, вопреки распространённому и влиятельному заблуждению (которого, например, придерживается Р. Пенроуз в своих популярных книгах «Новый ум короля» и «Путь к реальности, или Законы, управляющие Вселенной. Полный путеводитель»), не означает «человек», «сознательное существо» или «сознание». Соответственно, слово «наблюдение» означает «измерение», а не «восприятие» или «ощущение». Необходимость того, чтобы «наблюдатель» был сознательным (а не просто существующим, как существует ложка или линейка, или амёба), не подтверждается научными исследованиями и признана в науке как заблуждение, коренящееся в плохом понимании квантовой волновой функции ψ и процессов квантовых измерений. См., например;; и см. описание опыта с двумя щелями (это именно тот опыт, который и породил дискурс о роли наблюдателя в волновой физике) в
См. также «гипотеза квантового сознания».

## Электроника
В электронике измерительные приборы (например: амперметр, вольтметр), подсоединяются последовательно или параллельно изучаемой электрической цепи, и ввиду ненулевого сопротивления амперметра и конечного сопротивления вольтметра, их включение изменяет протекающий по цепи ток (либо замеренное напряжение). Приборы имеют также ненулевые ёмкость и индуктивность, что сказывается в цепях переменного тока.
Даже такой инструмент, как токоизмерительные клещи, влияет на ток в цепи, поскольку этот прибор является трансформатором тока и потребляет мощность.

## Термодинамика
В термодинамике стандартный ртутный термометр должен поглощать или отдавать некоторую тепловую энергию для регистрации температуры и, следовательно, изменять температуру тела, которое он измеряет. Любой термометр имеет отличную от нуля массу и теплоёмкость датчика.

## Физика частиц
Электрон или другую частицу можно наблюдать, освещая её фотонами, но взаимодействие с фотонами неизбежно изменит скорость частицы. Другие менее прямые средства измерения всё равно будут влиять на электрон, и чем точнее мы узнаем его положение, тем сильнее в результате изменится его скорость. Так, положение частицы можно определить лишь с точностью до длины волны используемых фотонов, поэтому чтобы получить более точный результат, нужны более коротковолновые (то есть более энергичные) кванты, которые сильнее меняют импульс облучаемых ими частиц. Невозможно поставить такой эксперимент, в котором удалось бы точно определить пару канонически сопряжённых величин, например, координаты и импульс частицы (этот постулат называется принципом неопределённости):
{\displaystyle \Delta x\Delta p\geqslant {\frac {\hbar }{2}}},
где {\displaystyle \Delta x} — среднеквадратическое отклонение координаты, {\displaystyle \Delta p} — среднеквадратическое отклонение импульса, и ħ — приведённая постоянная Планка.
Подобные соотношения имеют место и при измерении других взаимодополняющих величин. Но должной постановкой эксперимента можно добиться необходимой точности измерения какого-то одного из параметров (например, координаты — путём регистрации удара частицы на фотопластинке), сместив соотношение в нужную сторону. Нильс Бор назвал невозможность измерения одновременно двух связанных параметров состояния частицы принципом дополнительности.

## Квантовая механика
В квантовой механике «наблюдение» является синонимом измерения, «наблюдатель» — синонимом измерительной аппаратуры, а наблюдаемое — того, что можно измерить.
Одним из основных понятий квантовой механики является сформулированная ещё в 1924 году в совместной работе Бора, Крамерса и Слэйтера интерпретация волновой функции ψ как волны вероятности, а не реальной волны, как предполагал де Бройль. До измерения квантовая система находится в суперпозиции допустимых состояний. Считается, что после измерения, которое определяет часть параметров системы, волновая функция скачком меняется, принимая вид, соответствующий измеренным значениям параметров. Примером может служить кот Шрёдингера.
Наблюдение невозможно без взаимодействия наблюдаемого объекта с окружающей средой — чтобы наблюдатель мог определить параметры объекта, он должен получить информацию от такого взаимодействия. Квантовый объект при этом неизбежно изменяет своё состояние. Для элементарных частиц это очевидно, поскольку наблюдать такие частицы мы можем только по их взаимодействию (либо с фотонами, либо с веществом, через которое пролетает частица).
В экспериментах с крупными молекулами, наблюдать которые можно по их тепловому излучению, было определено, что «эффект наблюдателя» проявляется и в отсутствие непосредственного воздействия наблюдателя на квантовый объект, но при любом взаимодействии (обмене энергией) между квантовой системой и окружающим пространством. Экспериментаторы улавливали тепло (инфракрасные фотоны), излучённое нагретыми молекулами фуллерена C70, и чем выше была температура молекул, тем более классически вели себя нагретые молекулы. В этих экспериментах было продемонстрировано, что величина квантовых эффектов обратна интенсивности взаимодействия квантового объекта с окружающей его средой, наличие наблюдателя при этом не имеет значения.
Таким образом, эффект наблюдателя меняет состояние квантовой системы, отражённое в главном её описании — волновой функции. Более поздние исследования показали, что такое влияние наблюдателя распространяется не только на изучаемую частицу, но и на взаимодействовавшую с ней, приведя к понятию «запутанных состояний». Волновая функция связанной частицы также испытывает скачок своего состояния после наблюдения, что используется в квантовой криптографии. Поскольку прослушивание канала передачи данных является наблюдением, этот эффект можно отследить.
2. Открыто «Измерение без взаимодействия» — https://en.wikipedia.org/wiki/Interaction-free_measurement ,
или противофактический эксперимент https://en.wikipedia.org/wiki/Elitzur%E2%80%93Vaidman_bomb_tester

## Теория относительности
Понятие «наблюдатель» в специальной теории относительности относится чаще всего к инерциальной системе отсчета.
В таких случаях инерциальная система отсчёта может быть названа «инерциальным наблюдателем», чтобы избежать двусмысленности. Такое использование понятия «наблюдатель» значительно отличается от его обыденного значения. Системы отсчета являются по своей сути нелокальными конструкциями, охватывающими всё пространство-время или какую-то его нетривиальную часть; таким образом, не имеет смысла говорить о наблюдателе (в специальном релятивистском смысле) как о чём-то, имеющем определённое место. Кроме того, инерциальный наблюдатель не может ускориться в более поздний момент времени, так же, как ускоряющийся наблюдатель не может остановить ускорение.
В общей теории относительности термин «наблюдатель» относится чаще всего к человеку или машине, которые производят пассивные локальные измерения, — это использование слова гораздо ближе к его обыденному значению.